# Waterfall (bài hát của Stargate)
"Waterfall" là đĩa đơn độc tấu đầu tay của bộ đôi sản xuất âm nhạc người Na Uy Stargate, với sự góp giọng của ca sĩ người Mỹ Pink và ca sĩ người Úc Sia. Bài hát được phát hành vào ngày 10 tháng 3 năm 2017, bởi RCA Records.

## Sáng tác và thu âm
Bài hát được viết bởi Stargate, cùng với Diplo, Sia và Jr. Blender. Theo như thông tin, đây là ý tưởng của Sia để tuyển chọn P!nk cho bài hát này.
Bài hát trước đây được chỉ đạo sản xuất bởi Sia, với sự cộng tác của Diplo và Jr. Blender, và đã từng dự định là sẽ tặng bài hát cho Cashmere Cat cho album đầu tay 9 của anh, trong đó sẽ có sự góp giọng của Sia. Tuy nhiên, bài hát lại bị bác bỏ vì danh sách những bài hát gốc trong album đã bị rò rỉ và Cashmere Cat đã hủy bỏ hầu hết các dự án, hoãn lại ngày phát hành của album, Tuy vậy, Sia vẫn quyết tâm tìm kiếm một nghệ sĩ xứng đáng cho bài hát này và đã quyết định cho Stargate, tuyển chọn P!nk vào hát cùng.

## Đánh giá của các nhà phê bình
Peter Helman từ Stereogum cho rằng bài hát "nghe rất 2017."

## Video âm nhạc
Video âm nhạc được phát hành vào ngày 16 tháng 3 năm 2017 với sự góp mặt của môn thể thao mạo hiểm sky dancing (nhảy trên không) được trình bày bởi Inka Henriikka Tiitto và Amalie Hegland Lauritzen. Trang web Idolator đã chú ý rằng cả P!nk và Sia đều không xuất hiện trong video, và họ gọi đó là một "letdown." (nỗi thất vọng)

## Xếp hạng
| Bảng xếp hạng (2017)                            | Vị trí xếp hạng cao nhất |
| ----------------------------------------------- | ------------------------ |
| Úc (ARIA)                                       | 19                       |
| Áo (Ö3 Austria Top 40)                          | 70                       |
| Bỉ (Ultratip Flanders)                          | 34                       |
| Bỉ (Ultratip Wallonia)                          | 9                        |
| Canada (Canadian Hot 100)                       | 86                       |
| Cộng hòa Séc (Rádio Top 100)                    | 75                       |
| Pháp (SNEP)                                     | 36                       |
| Trường songid là BẮT BUỘC CHO BẢNG XẾP HẠNG ĐỨC | 47                       |
| Hungary (Rádiós Top 40)                         | 8                        |
| Hungary (Single Top 40)                         | 26                       |
| Ireland (IRMA)                                  | 85                       |
| Italy (FIMI)                                    | 79                       |
| Liban (Lebanese Top 20)                         | 14                       |
| Luxembourg Digital Songs (Billboard)            | 8                        |
| New Zealand Heatseekers (RMNZ)                  | 1                        |
| Na Uy (VG-lista)                                | 30                       |
| Ba Lan (Polish Airplay Top 100)                 | 50                       |
| Scotland (OCC)                                  | 10                       |
| Slovakia (Rádio Top 100)                        | 45                       |
| Thụy Điển (Sverigetopplistan)                   | 67                       |
| Thụy Sĩ (Schweizer Hitparade)                   | 38                       |
| Anh Quốc (OCC)                                  | 47                       |
| Hoa Kỳ Adult Pop Airplay (Billboard)            | 24                       |
| Hoa Kỳ Dance Club Songs (Billboard)             | 7                        |
| Hoa Kỳ Pop Airplay (Billboard)                  | 33                       |

## Lịch sử phát hành
| Khu vực  | Ngày phát hành      | Định dạng              | Nhãn đĩa | Tham khảo |
| -------- | ------------------- | ---------------------- | -------- | --------- |
| Toàn cầu | 10 tháng 3 năm 2017 | Tải kỹ thuật số        | RCA      | [ 5 ]     |
| Italy    | 10 tháng 3 năm 2017 | Contemporary hit radio | Sony     | [ 36 ]    |